# Bovespa

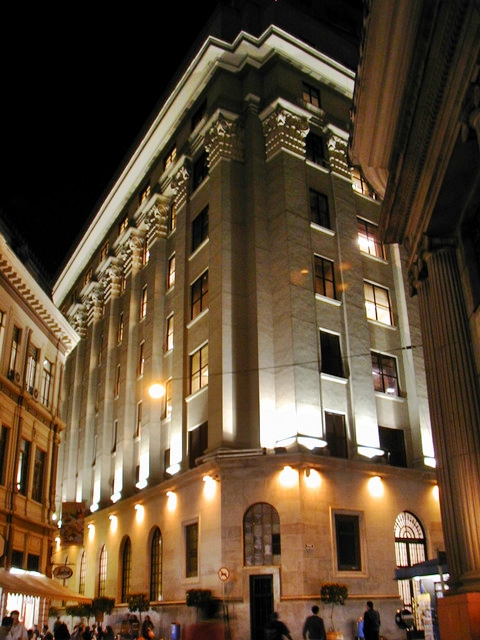
Effectenbeurs Bovespa

Bovespa [bo.'ves.pa], afkorting van Effectenbeurs van São Paulo, (Portugees: Bolsa de Valores de São Paulo) is de Braziliaanse effectenbeurs. De beurs werd opgericht op 23 augustus 1890 in het centrum van São Paulo en is de grootste effectenbeurs van Latijns-Amerika. In mei 2008 fuseerde de beurs met BM&F, de belangrijkste termijnbeurs van het land, en ging daarop verder onder de naam BM&FBovespa. In 2017 werd de naam van het bedrijf gewijzigd naar B3, wat stond voor Brasil, Bolsa, Balcão.
BM&F werd opgericht in januari 1986. In de negentiger jaren groeide de derivatenhandel en werd daarmee de grootste in het land. Om een volledige range van producten en diensten aan te bieden kocht het in 2002 een meerderheidsbelang in de Rio de Janeiro Stock Exchange en ging intensief samenwerken met Bolsa Brasileira de Mercadorias, de goederenbeurs van Brazilië.
Bovespa is gelinkt aan alle Braziliaanse effectenbeurzen, inclusief de Boverj (BVRJ) van Rio de Janeiro, waar alleen staatsobligaties worden verhandeld.
Braziliaanse aandelen stijgen en dalen afhankelijk van bepaalde factoren, zoals de richting van het monetaire beleid door de Centrale Bank van Brazilië. De beursindex is de Bovespa Index en bestaat uit 50 fondsen.

## Beurstickers
Voor de traditionele aandelenhandel bestaan de tickers van beursgenoteerde effecten uit vier letters, een cijfer en soms een extra toevoeging. De eerste vier letters geven de naam van het bedrijf, bijvoorbeeld voor het olie- en gasbedrijf Petrobras is dit PETR en het mijnbedrijf Vale is het VALE. Het cijfer geeft het soort aandeel aan, hieronder de vijf belangrijkste:
| Getal | Aandelenklasse                                 | Handelsnaam indicatie        |
| ----- | ---------------------------------------------- | ---------------------------- |
| 1     | inschrijfrecht (claim) voor een gewoon aandeel | DO (direito a ordinária)     |
| 2     | idem voor een preferent aandeel                | DP (direito a preferencial)  |
| 3     | gewoon aandeel                                 | ON (ordinária nominativa)    |
| 4     | preferent aandeel                              | PN (preferencial nominativa) |
| 5     | idem klasse A                                  | PNA                          |

Voor de preferente aandelen zijn er diverse klassen, A, B, C, D en verder. Een bedrijf kan verschillende preferente aandelen uitgeven met verschillende voorrechten die dus een eigen cijfer toegevoegd krijgen. Elk bedrijf bepaalt zelf de preferentie en dus niet alle preferente aandelen van de A-klasse hebben dezelfde preferentie. Het is niet ongebruikelijk dat een preferent aandeel een betere liquiditeit heeft dan een gewoon aandeel van hetzelfde bedrijf.